# Stevenage F.C.
Stevenage FC (còn được gọi là Stevenage Borough FC cho đến năm 2010) là một câu lạc bộ bóng đá có trụ sở tại Stevenage, Hertfordshire, Anh. Đội bóng hiện thi đấu tại League Two và có  sân nhà ở Broadhall Way, Stevenage.

## Danh hiệu
League Two
- Thắng trận Play-off mùa giải 2010–11[6]

Conference National
- Nhà vô địch các mùa giải 1995–96,[7] 2009–10[7]

FA Trophy
- Nhà vô địch các mùa giải 2006–07,[7] 2008–09[7]
- Á quân các mùa giải 2001–02,[7] 2009–10[7]

Herts Senior Cup
- Nhà vô địch các mùa giải 2008–09[7]

Isthmian League
- Nhà vô địch Premier Division mùa giải 1993–94[7]
- Nhà vô địch Division One mùa giải 1991–92[7]
- Nhà vô địch Division Two North các mùa giải 1985–86,[7] 1990–91[7]

United Counties League
- Nhà vô địch Division One mùa giải 1980–81[7]
- Nhà vô địch League Cup mùa giải 1980–81[8]